# Liane Alexandra Curtis

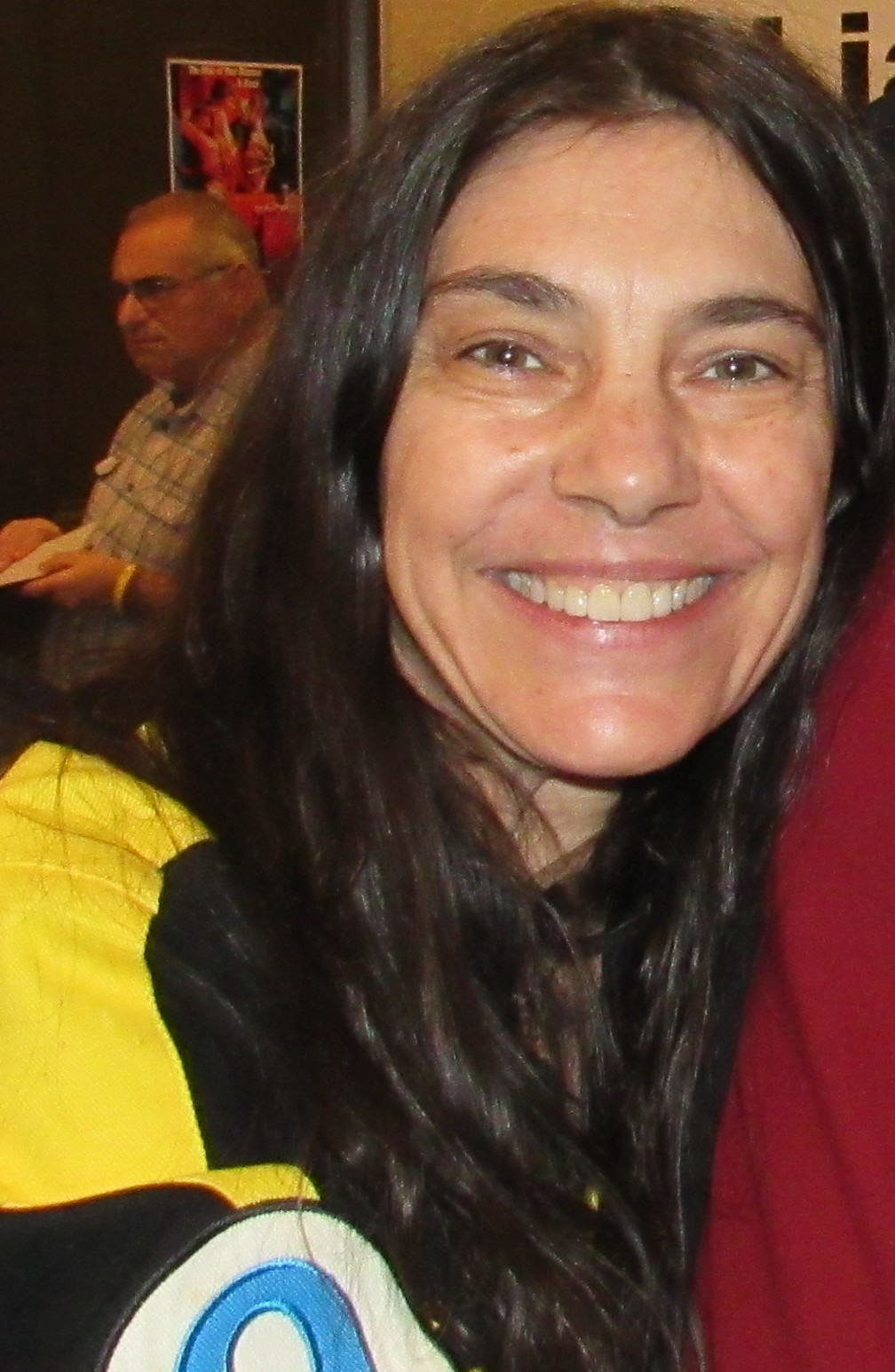
Liane Alexandra Curtis, 2019

Liane Alexandra Curtis (* 11. Juli 1965 in New York City) ist eine US-amerikanische Film- und Fernsehschauspielerin.

## Karriere
Curtis stammt aus einer Schauspieler und Künstlerfamilie, ist die Tochter des Synchronsprechers Jack Curtis und der Schauspielerin Paulette Rubinstein, die mit bekannten Schauspielern wie Eddie Albert und Julie Andrews zusammengearbeitet hat.
Mit bereits vier Jahren trat sie 1969 in der Sesamstraße auf. Nach einem Schauspielstudium gab sie 1983 ihr Debüt in Baby It’s You von Regisseur John Sayles. Die nächsten 25 Jahre war Curtis als Nebendarstellerin tätig und trat in Episoden vieler Fernsehserien (wie etwa Eine schrecklich nette Familie, Emergency Room – Die Notaufnahme) sowie in Filmen (wie etwa Critters 2 – Sie kehren zurück) auf.
Curtis, die in Los Angeles lebt, ist verheiratet und hat drei Kinder.

## Filmografie (Auswahl)
- 1983: Baby It’s You
- 1984: Das darf man nur als Erwachsener (Sixteen Candles)
- 1984: Der Typ vom anderen Stern (The Brother from Another Planet)
- 1985: Harte Pfeile – Mitten ins Herz (Hard Choices)
- 1985: The Best Times (Fernsehserie, 6 Folgen)
- 1987: Der Equalizer (The Equalizer, Fernsehserie, eine Folge)
- 1987: Eine schrecklich nette Familie (Married … with Children, Fernsehserie, eine Folge)
- 1987: 21 Jump Street – Tatort Klassenzimmer (21 Jump Street, Fernsehserie, eine Folge)
- 1987: Unter der Sonne Kaliforniens (Knots Landing, Fernsehserie, eine Folge)
- 1987: Der kleine Bruder (Kenny)
- 1988: The Bronx Zoo (Fernsehserie, eine Folge)
- 1988: Critters 2 – Sie kehren zurück (Critters 2: The Main Course)
- 1989: Höllische Freundin (Girlfriend from Hell)
- 1990: Die Verschwörung (Kojak: None So Blind, Fernsehfilm)
- 1990–1991: Fernsehfieber (WIOU, Fernsehserie, 10 Folgen)
- 1991: Geboren in Queens (Queens Logic)
- 1991: Reason for Living: The Jill Ireland Story (Fernsehfilm)
- 1991: Rock’n’Roll High School Forever
- 1991: Wilde Orchidee II (Wild Orchid II: Two Shades of Blue)
- 1992: Der Totenkopf-Mörder (Exclusive, Fernsehfilm)
- 1993: Benny & Joon
- 1994: Let’s Talk About Sex (Erotique)
- 1995: Tod nach Schulschluß – Eine Lehrerin unter Anklage (Trial by Fire, Fernsehfilm)
- 1998: Soundman
- 2001: Emergency Room – Die Notaufnahme (ER, Fernsehserie, 2 Folgen)
- 2003: The Failures
- 2003: Threat Matrix – Alarmstufe Rot (Threat Matrix, Fernsehserie, eine Folge)
- 2003: Line of Fire (Fernsehserie, eine Folge)
- 2007: Have Love, Will Travel
- 2008: Sons of Anarchy (Fernsehserie, eine Folge)
- 2012: Angel Falls in Love
- 2015: Body High